# One Tower
One Tower es un rascacielos actualmente en construcción en Moscú, Rusia. Se espera que esté completado en 2024, y será, con 405,3 metros y 108 plantas, el edificio más alto de la ciudad y el segundo más alto de Europa, solo superado por el Lakhta Center, en San Petersburgo. Además, será el primer edificio del continente en superar los 100 pisos.
Según informes recientes de los medios, el costo de la construcción será de 49 000 millones de rublos (aproximadamente 556 millones de euros).